# Maria Sahlin

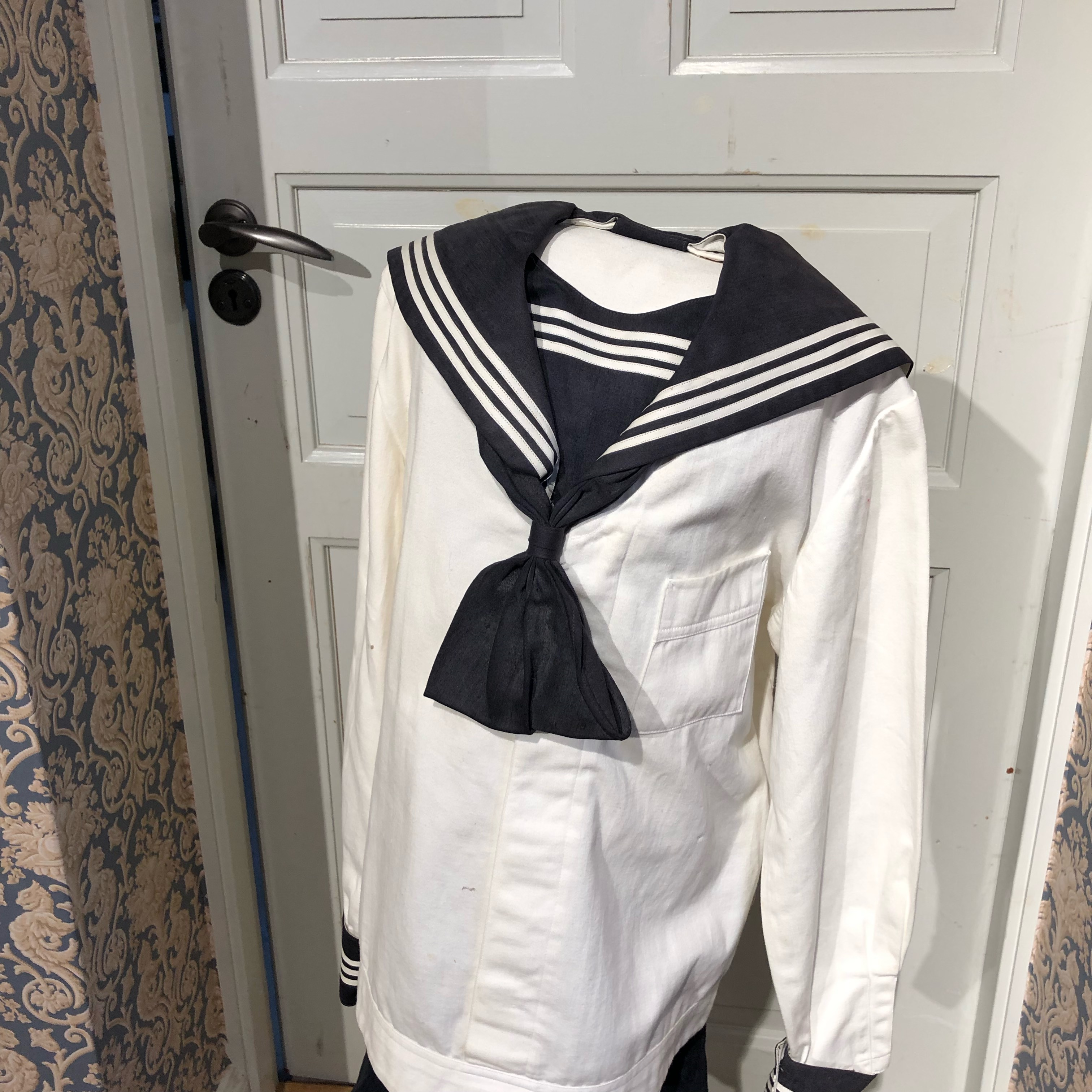
Sjömanskavaj, design av Maria Sahlin

Maria Sahlin, född Persson den 15 juni 1847 i Tolånga socken, Malmöhus län, död den 29 oktober 1926 i Göteborgs Vasa församling, Göteborg, var en svensk företagare och formgivare. Hon var mor till Albert Sahlin, Emil Sahlin och Ester Sahlin.

## Biografi
Maria Sahlins föräldrar var handlande Per Mårtensson och hans hustru Boel. Hennes make, (gifta 31 januari 1868), Carl Petter Sahlin född 28 januari 1833 i Frustuna, Södermanland, död 6 juni 1902 i Göteborg, drev ursprungligen företaget Sahlins Konfektions AB, och hade börjat gå med ekonomisk förlust. Maria Sahlin fick en idé om att företaget borde börja producera och sälja konfektionssydda barnkläder, något som knappt förekom i Sverige på den tiden. De stickade barnplagg som företaget tillverkade hade blivit omoderna och hade börjat sälja dåligt. Hon tog fram modeller utefter standardiserade storlekar, och de första barnkläderna började tillverkas 1894 i Eslöv. På nordiska industri- och slöjdutställningen 1896 väckte kläderna mycket uppmärksamhet för sin design. Det mest kända plagget är olika varianter av sjömanskavajen, som såldes ända fram till 1950-talet. Sahlins konfektion AB gick i konkurs 1899, varefter de flyttade till Göteborg. Där startade hon butiken Sahlins Barnbeklädnadsmagasin som var framgångsrik under första hälften av 1900-talet. När Maria Sahlin dog 1926 tog dottern Ellen Sahlin över butiken. Makarna Sahlin är begravda på Östra kyrkogården i Göteborg.